# Hypoestes carnosula
Hypoestes carnosula är en akantusväxtart som beskrevs av Emilio Chiovenda. Hypoestes carnosula ingår i släktet Hypoestes och familjen akantusväxter. Inga underarter finns listade i Catalogue of Life.